# Ледин, Юрий Янович
Юрий Янович Ледин (род. 25 марта 1928, Ленинград, СССР) — советский кинорежиссёр
, кинооператор и сценарист. Заслуженный деятель искусств РСФСР, действительный член Географического общества СССР, действительный член Географического общества России, почётный член Географического общества США, член Союза кинематографистов Санкт-Петербурга.

## Биография
Родился 25 марта 1928 года в Ленинграде. В 4 года Юрий Ледин научился читать. С детства его любимыми книгами стали книги про животных. В детстве посещал биологический кружок Дворца пионеров. В 11 лет родители подарили Юрию Яновичу фотоаппарат «Турист», что послужило впоследствии началом его фото и кинокарьеры. Во время ВМВ его родители погибли в блокадном Ленинграде. Сам Юрий Ледин выжил, успев эвакуироваться из блокадного Ленинграда через Ладожское озеро. Позже он почти два года не вставал с больничной койки. Затем стал жить в деревне.

в 1944 году Юрий Янович поступил в спецшколу военно-воздушных сил СССР. В этой спецшколе он проучился всего год. Вот как вспоминал Юрий Ледин свои учебные дни в спецшколе:
— Понимаете, я не мог усваивать материал. Это было страшно. На занятиях я думал только о хлебе! Пришлось отчислиться и вернуться в Ковров.
В 1957 году Юрий Янович переехал в Норильск вместе с НИИ сельского хозяйства Крайнего Севера. В этом же году он устроился на Норильскую студию телевидения. В Норильске Юрий Ледин встретился со своей будущей женой Людмилой Петровной. Позже она станет не только его женой, но и личным ассистентом.
В 1981 году Юрий Ледин снял свой последний фильм «На родине белых медведей». Съёмки этого фильма проходили на острове Врангеля. Во время съёмок этого фильма Юрий Янович даже однажды потерял сознание.
В 1984 году без объяснения причин Юрия Ледина уволили с Норильской студии телевидения.
Умер 10 октября 2013 года. Похоронен на Смоленском православном кладбище.
За многие годы работы Юрий Янович создал более сорока документальных и научно-популярных фильмов о жизни диких животных бескрайнего севера. Документальные фильмы о животных, снятые Юрием Лединым, стоят в одном ряду с лучшими произведениями Жака-Ива Кусто и Джеральда Даррела.

## Карьера
Юрий Ледин начал свою творческую деятельность в конце 1950-х в кинофотолаборатории НИИ сельского хозяйства Крайнего Севера, в Норильске. Свои первые фильмы он снял для института, в основном это были новостные сюжеты для телевидения.
В 1967 году Юрий Янович отснял свой первый цветной фильм «А кругом тундра», в котором он выступил как автор сценария, режиссёр и кинооператор. Этот фильм был снят на плато Сыверма, на юге полуострова Таймыр. В фильме «А кругом тундра» Юрий Ледин показал характерный Крайний Север: бескрайнюю тундру, множество птиц, стадо северных оленей и неяркие цветы во мху. На втором всесоюзном фестивале кинофильмов эта кинокартина произвела настоящий фурор. Фильм «А кругом тундра» купили 30 стран.

Со временем Юрий Янович начинает ежегодно выпускать свои фильмы: «Моржи», «Оленёнок», «На оленьей тропе» и др. В этот период времени Юрий Ледин знакомиться с советским актёром Зиновием Гердтом. С этого момента голос знаменитого актёра сопровождает все фильмы норильского кинорежиссёра. Вот как описал Зиновий Гердт Юрия Ледина в своей книге «Рыцарь совести»:
Ледин — режиссёр и оператор, чеповек беспощадный к себе. Каждый год он едет в экспедицию — снимать. Его группу «сплёвывают» на какую-нибудь льдину. Поляный круг остаётся в километрах в трёхстах ниже. И там они валяются полгода, чтобы проследить жизнь какой-нибудь заполярной птички или зверя. Это святые, «сдвинутые», как сейчас говорят, люди….
В 1975 году в свет выходит фильм «Белый медведь». Этот научно-популярный фильм стал итогом многомесячной экспедиции 1975 года на острове Чамп. Благодаря решению госкомитету по кинематографии СССР фильм Юрия Ледина «Белый медведь» демонстрировался во многих кинотеатрах страны. Это единственный случай, когда документальный фильм, сделанный на студии телевидения, целый год не снимали с проката. Фильм «Белый медведь» посмотрели зрители более ста стран. Этот фильм принёс Юрию Ледину мировую славу.
После многомесячной экспедиции 1975 года на острове Чамп Юрий Янович выпускает ещё несколько фильмов: «Северный морской котик», «На родине белых медведей» и др.

## Фильм «Белый медведь»
Начало истории создания фильма Юрия Ледина «Белый медведь» складывалось довольно печально. В 1970-х кинорежиссёр планировал съёмки фильма о белых медведях, но не знал, как же ему воплотить эту идею в жизнь: было невозможно угадать, как дикие животные будут вести себя перед камерой. Решение пришло неожиданно — увидев передачу о рождении двух медвежат в Николаеве, Юрий Янович решил сразу же поехать туда. Вскоре один медвежонок умер, и медведица отказалась от второго. Молодой режиссёр выкупил малышку и привёз к себе в Норильск. Маленькую медведицу назвали Айка. До пяти месяцев она жила в трёхкомнатной квартире на площади Металлургов с семьёй Лединых. Дочь режиссёра и медвежонок стали настоящими подружками. Маленькую Айку кормили манной кашей на молоке: она съедала до 12 бутылок в день. Чуть позже медведица стала пакомиться мясом и рыбой. У неё был свой уголок на полу у балконной двери, которую семья почти никогда не закрывала — медведице было жарко. Юрий Ледин гулял с Айкой без намордника и поводка. Норильчане с любопытством и радостью знакомились с необычным питомцем. Для съёмок фильма «Белый медведь» Ледины всей семьёй отправились на остров Чамп на архипелаге Земля Франца-Иосифа. Главную роль в этом фильме сыграла Айка. Семья Лединых разместились в вагончике, ожидая появления белых медведей.
Режиссёр хотел, чтобы Айка подружилась с ними и осталась жить на воле в Арктике. Однако за целый месяц ни один дикий зверь не прошёл мимо. Спустя некоторое время к вагончику пришла медведица с медвежатами, но Айке это не понравилось: она не позволяла им приближаться, защищая свою семью. В итоге медведица вместе с медвежатами ушла. Юрий Янович со своей семьёй провёл в экспедиции шесть месяцев. Айка так и не попыталась «подружиться» ни с одним из диких медведей.
За время экспедиции медведица заметно выросла и стала весить более трёхсот килограммов. В квартире ей стало тесно, но и в дикой природе её нельзя было оставлять. Кинорежиссёр написал известному журналисту Василию Пескову с просьбой найти хорошее место для любимицы за границей. Откликнулся директор старейшего в Германии зоопарка — Берлинского. Юрий Ледин приложил немало усилий, чтобы получить разрешение на вывоз медведицы из страны. Айка тяжело переживала расстояние с семьей. Сотрудники зоопарка рассказывали, что она выла двое суток. Душераздирающим стало это расставание и для Юрия Яновича. В зоопарке Айка прожила всего год: она погибла, сорвавшись с искусственной скалы в вольере. Юрий Ледин винил в смерти себя, считая, что слишком рано отпустил медведицу из семьи.
Фильм «Белый медведь» вышел в 1975 году. Его показывали в отечественных кинотеатрах — единственный случай, когда документальный фильм целый год не убирали из проката. Кинокартину показывали и в других странах. Этот фильм стал одним из лучших фильмов о дикой природе заполярного круга.
Из экспедиции с острова Чамп режиссёр привёз много уникальных кадров, среди которых и первый в мире снимок белого медведя под водой. Чтобы сделать кадр, пришлось потрудиться. Для камеры соорудили подводный бокс, вместо гидрокостюма (которого и не было) Юрий Янович надел шерстяное бельё, а поверх — резиновый костюм «Садко». Пока режиссёр был подо льдом и снимал медведицу Айку, жена и дочка сидели в подке и держали трос, к которому он был привязан.

### Память о белой медведице «Айка»
В 2008 году у киноконцертного зала «АРТ» в Норильске установили памятник белой медведице 2, автором которого был Александр Соболев. Люди назвали его Айкой в память о доброй медведице, которая когда-то гуляла здесь со своим хозяином.

## Фильмография
1. «А кругом тундра».
2. «Оленёнок».
3. «Моржи».
4. «Деинкубация икры байкальского омуля».
5. «Заготовки сенокоса в Курейке».
6. «Люди огненной профессии».
7. «Будни малой авиации».
8. «Краснозобая касарка».
9. «На оленьей тропе».
10. «Белый медведь».
11. «На родине белых медведей».
12. «Северный морской котик».
13. «На родине кайры».